# Robert Fulton
Robert Fulton (Quarryville, 14 de noviembre de 1765 - Nueva York, 24 de febrero de 1815) fue un ingeniero, empresario e inventor estadounidense, conocido por haber desarrollado el primer barco de vapor, que se convirtió en un éxito comercial, el buque North River Steamboat. (también conocido como Clermont). En 1807, ese vapor recorrió el río Hudson con pasajeros desde la ciudad de Nueva York hasta Albany y vuelta, un viaje de ida y vuelta de 300 millas náuticas (555,6 km), en 62 horas. El éxito de su barco de vapor cambió el tráfico fluvial y el comercio en los principales ríos americanos.
En 1800, Napoleón Bonaparte, líder de Francia, encargó a Fulton que intentara diseñar un submarino; entonces produjo buque submarino, el Nautilus, el primer submarino práctico de la historia. A Fulton también se le atribuye la invención de algunos de los primeros torpedos navales del mundo para uso de la Royal Navy.
Fulton empezó a interesarse por las máquinas de vapor y la idea de los barcos de vapor en 1777, cuando tenía unos 12 años y visitó al delegado estatal William Henry de Lancaster, Pensilvania, que estaba interesado en este tema. Henry había conocido al inventor James Watt y su máquina de vapor de Watt en una visita anterior a Inglaterra.

## Primeros años

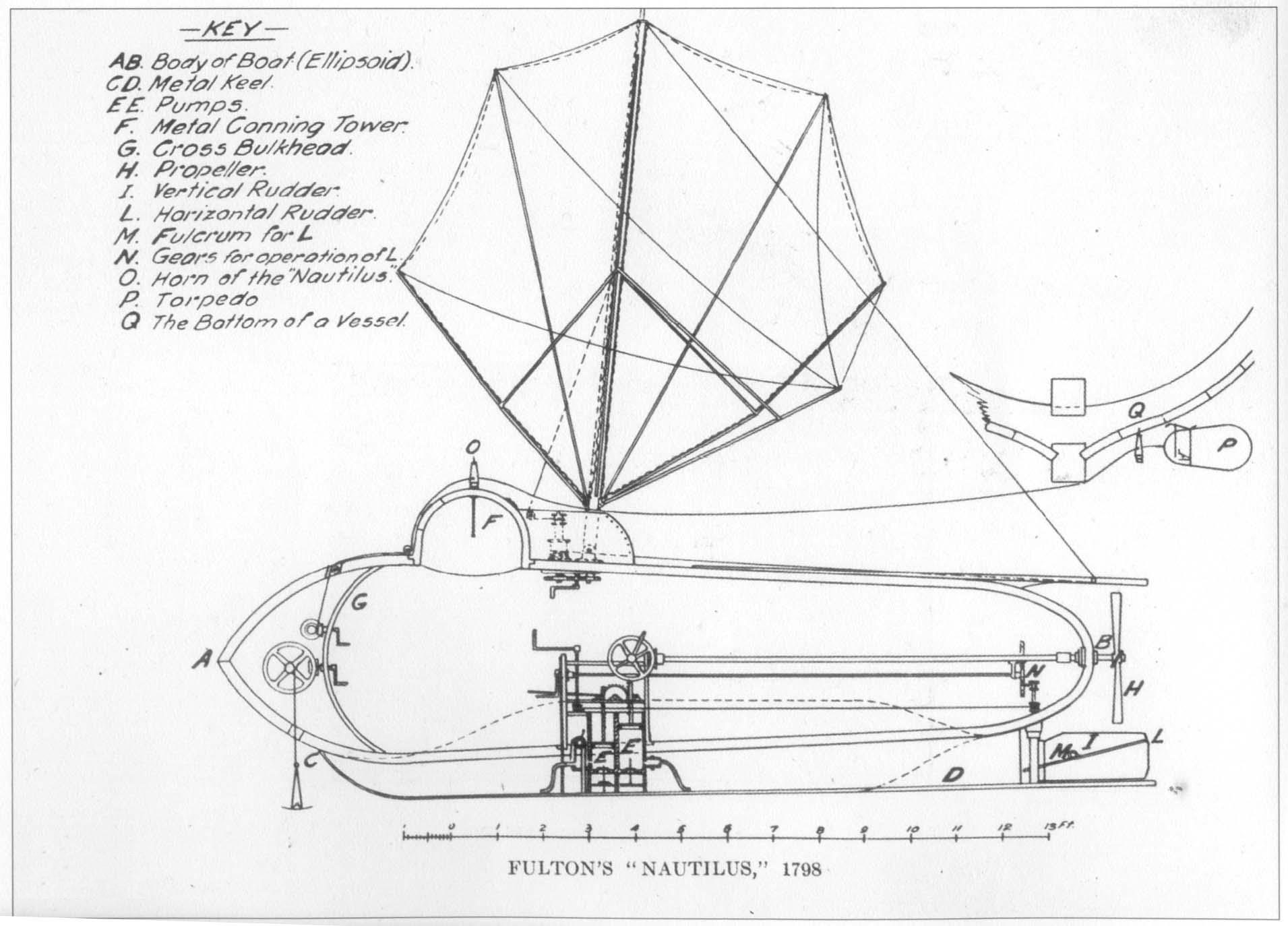
Un dibujo del invento de Fulton, el Submarino Nautilus en 1800

Robert Fulton nació en una granja en Little Britain, Pensilvania, el 14 de noviembre de 1765. Su padre, Robert Fulton, se casó con Mary Smith, hija del capitán Joseph Smith y hermana del coronel Lester Smith, una familia relativamente acomodada. Tuvo tres hermanas, Isabella, Elizabeth y Mary, y un hermano menor, Abraham.
Durante seis años vivió en Filadelfia, donde pintó retratos y paisajes, dibujó casas y maquinaria, y pudo enviar dinero a casa para ayudar a mantener a su madre. ¡En 1785, Fulton compró una granja en Hopewell Township en Washington County cerca de Pittsburgh por 80 libras esterlinas (equivalente a $9956 en 2018), y trasladó a su madre y a su familia a vivir allí.

## Vida y carrera
Robert Fulton nació en Quarryville, Pensilvana. Pudo haberse interesado por primera vez en las máquinas de vapor en 1777 cuando, a la edad de 12 años, visitó al delegado de Láncaster William Henry, que había estudiado la máquina de vapor de James Watt en una visita a Inglaterra. A su vuelta, Henry construyó su propia máquina y en 1763 (dos años antes del nacimiento de Fulton) intentó colocarla como motor de un barco, que terminó hundiéndose.

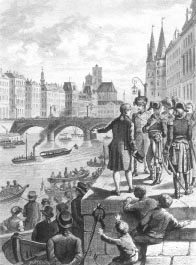
Fulton presenta la primera máquina de vapor a Napoleón Bonaparte en 1803.

Cuando Fulton alcanzó la mayoría de edad, en 1786, partió a Inglaterra para estudiar pintura. En este país hizo su primer invento, que consistía en un sistema de elevadores aplicado a la navegación interna.
Ya en 1793 había propuesto planes para la construcción de barcos de vapor a los gobiernos británico y estadounidense, y en Inglaterra conoció al duque de Bridgewater, cuyo canal usaría poco tiempo después para hacer las pruebas de una barcaza a vapor, y quien más tarde compraría barcos de vapor a William Symington. Symington había logrado con éxito hacer navegar barcos de vapor en 1788, y es muy probable que Fulton estuviese al tanto de estos desarrollos.

## Pionero en el diseño de submarinos
En 1797 Fulton se fue a Francia, donde el marqués Claude de Jouffroy había construido un barco de vapor propulsado mediante ruedas de paletas en 1783. Ahí comenzó a experimentar con submarinos y torpedos navales. Diseñó su primer submarino de hélice, denominado el Nautilus, por encargo de Napoleón Bonaparte. El Nautilus fue probado por primera vez en 1800, siendo diseñado como un arma capaz de ser usada para derrotar a una potencia, como Gran Bretaña (por aquellos años Estados Unidos y Gran Bretaña estaban enemistados). Los oficiales ingleses, al saber del proyecto lo desestimaron, a lo cual Fulton respondió que la destrucción de una potencia naval como Gran Bretaña terminaría con los tiranos, asegurando la libertad de los mares y protegiendo su tierra natal, los Estados Unidos. Junto al Nautilus, por estos años Fulton diseñó una bomba flotante, denominada Carcasa (en inglés: Carcass), la cual pesaba 30 libras, consistente en un cilindro de cobre que portaba la carga de pólvora negra y era remolcado por el submarino. Tanto el Nautilus como la Carcasa fueron probados en mar abierto, en agosto de 1800, en Le Havre. Una nueva prueba fue realizada en septiembre, en La Hougue, y si bien en un momento fuertes corrientes forzaron el submarino hacia la costa, Fulton consiguió el objetivo de probar la validez de su invento, consiguiendo pasar unas 6 horas sumergido. Esto fue clave para que en febrero de 1801 le llegase un premio de 10.000 francos en concepto de realizar nuevas pruebas, sumado a un bonos por hundir cualquier buque británico. En agosto de ese año, en las afueras de Brest, Fulton consiguió aproximarse, soltar una carga explosiva de 20 libras y hundir un pequeño buque designado como blanco, marcando un nuevo inicio en la Historia en cuanto a guerra submarina se refiere. Habiendo testeado definitivamente su arma, Fulton recorrió la costa buscando buques ingleses, pero no pudo hallar ninguno. Posteriormente, de regreso en París, fue informado de los deseos de Napoleón de ver al submarino, pero Fulton se negó, argumentando que había sido desguazado y que no deseaba divugar conocimiento sobre su arma. Esto terminó la relación con el gobierno de Francia y si bien Fulton permaneció allí hasta 1804, partió, bajo un falso nombre, hacia Gran Bretaña.
En junio de 1804 el ministro británico creó una comisión para evaluar un sumergible de Fulton. La comisión la integraban Sir Joseph Banks, Mr. Canvesdih, Sir Home Riggs Popham, el Mayor Congreve y Mr. John Rennie. Tras varias semanas de trabajo la comisión determinó que el proyecto era inviable. Sin embargo, Fulton testeó su nuevo sumergible, llamado Messenger, tanto en pruebas en aguas inglesas como en combate contra la flota francesa, hasta inicios 1805, siendo ambos poco exitosos. En 1805 tuvo un experimento exitoso, logrando hundir al buque Dorothea, el cual había sido comprado para usarse como blanco; esto impresionó al gobierno británico, pero la victoria inglesa en Trafalgar en octubre y la derrota francesa hizo innecesario mayores gastos en defensa y, como sus servicios ya no eran requeridos, partió en 1806 hacia Estados Unidos. 

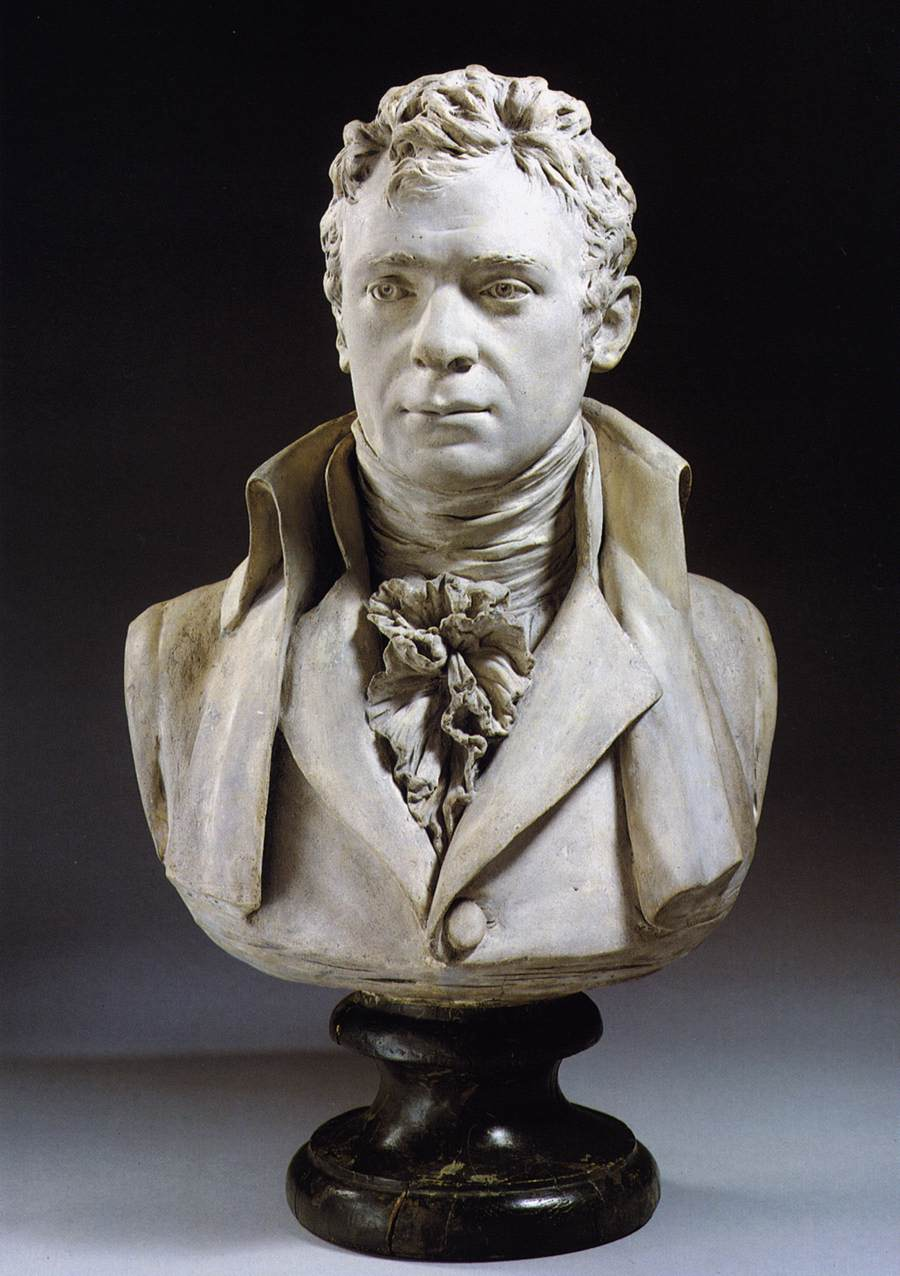
Robert Fulton (1803) por Jean Antoine Houdon.

## El primer barco de vapor comercial

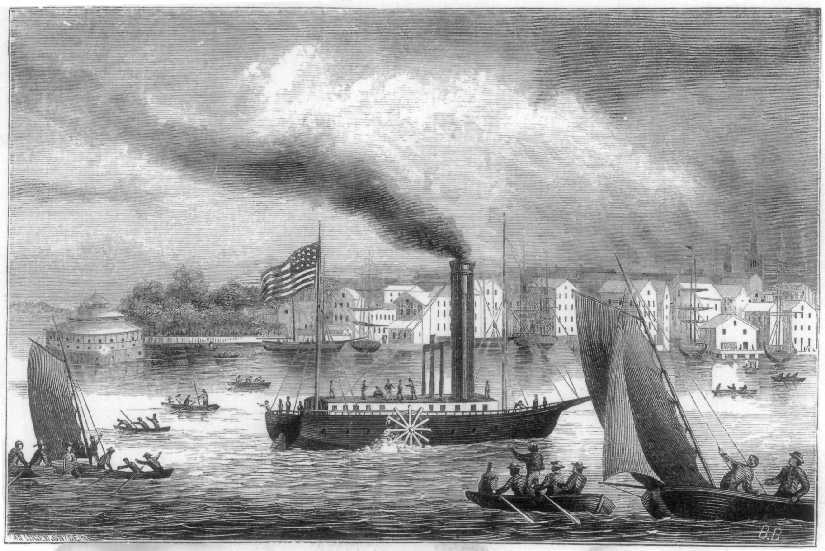
El monstruo de Fulton, el Clermont o el Barco de Vapor del Río Norte.

En 1800 conoció a Robert R. Livingston, embajador de los Estados Unidos (padre de la que luego fuera su esposa), y decidieron construir un barco de vapor y probarlo en el río Sena. Fulton experimentó con la resistencia al agua de diferentes quillas de barcos, haciendo diseños y modelos e incluso hizo construir un barco de vapor completo. Su primer prototipo se hundió, pero lo reconstruyó y fortaleció el armazón. El 9 de agosto de 1803, el barco navegó río arriba bajo la atenta mirada de una multitud de personas. El barco tenía 20 metros de eslora, 2,4 m de manga y alcanzaba una velocidad de 5 a 6 km/h contra corriente y a corriente normal de 7 a 9 km/h.
En 1802, el Charlotte Dundas de Symington había remolcado dos barcazas de 70 toneladas por el canal Forth y Clyde, en Escocia, demostrando la utilidad de la potencia desarrollada por la máquina de vapor. Aunque Fulton probablemente nunca llegó a ver este barco, al parecer mantenía correspondencia con Henry Bell, que sí estaba tomándose un cierto interés en ello. Fulton trabajaba ahora en los experimentos con torpedos, ayudando también a William Murdoch en el diseño y detalles técnicos de su máquina de vapor. Cuando estuvo terminada, la hizo enviar a Nueva York, a donde regresó en 1806. Ahí se construyó el barco que se convertiría en el primer barco de vapor a paletas comercialmente viable.
A este barco se le llama a menudo Clermont, aunque de hecho nunca llegó a llamarlo así, y se solía referir a él como el barco de vapor del río Norte. Clermont era el nombre del lugar al que el barco de vapor se dirigió en su primer viaje, a 177 km de distancia por el río Hudson. El viaje a Albany continuó después de una parada de 20 horas en Clermont.
El viaje inicial del monstruo de Fulton se describió en una publicación de 1870 :

La sorpresa y el miedo se manifestaron entre los tripulantes de estos barcos, dado que la apariencia del navío era extrema. Estas personas simples, la mayoría de las cuales no habían oído hablar de los experimentos de Fulton, veían lo que les parecía un monstruo inmenso, vomitando fuego y humo por su garganta, golpeando el agua con sus aletas y haciendo al río temblar con su rugido. Algunos se arrojaron al suelo de la cubierta de sus navíos, mientras que otros tomaron sus botes y huyeron a la costa, dejando a sus barcos flotando a la deriva de la corriente. El terror no lo sintieron sólo los navegantes. Las personas que paseaban por las orillas se agolpaban para observar al barco de vapor cuando pasaba.

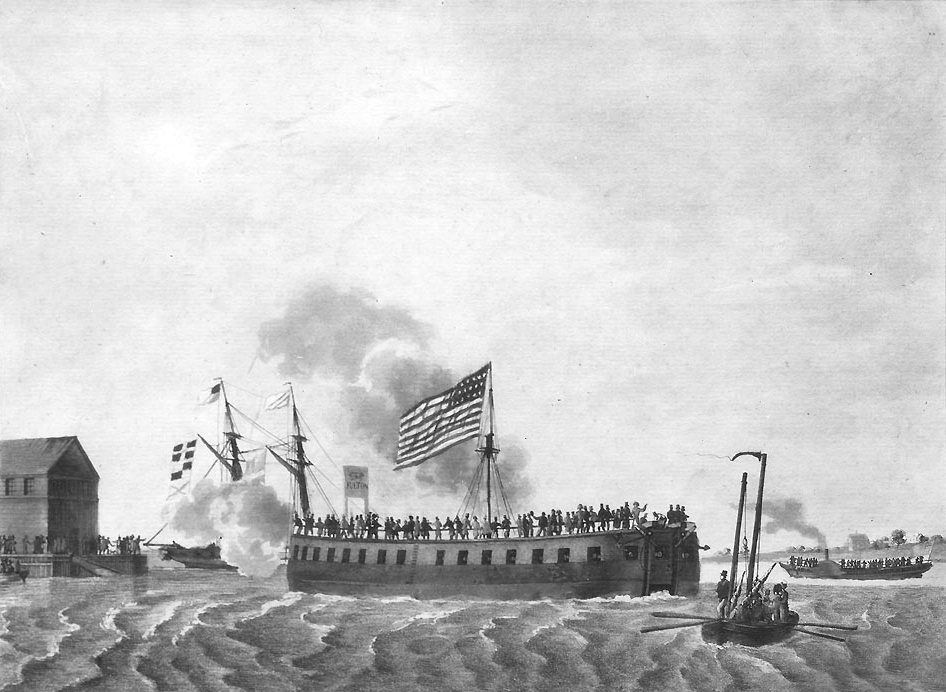
El primer barco de guerra de vapor del mundo, el Fulton the First, también llamado Demologos, en el puerto de Nueva York.

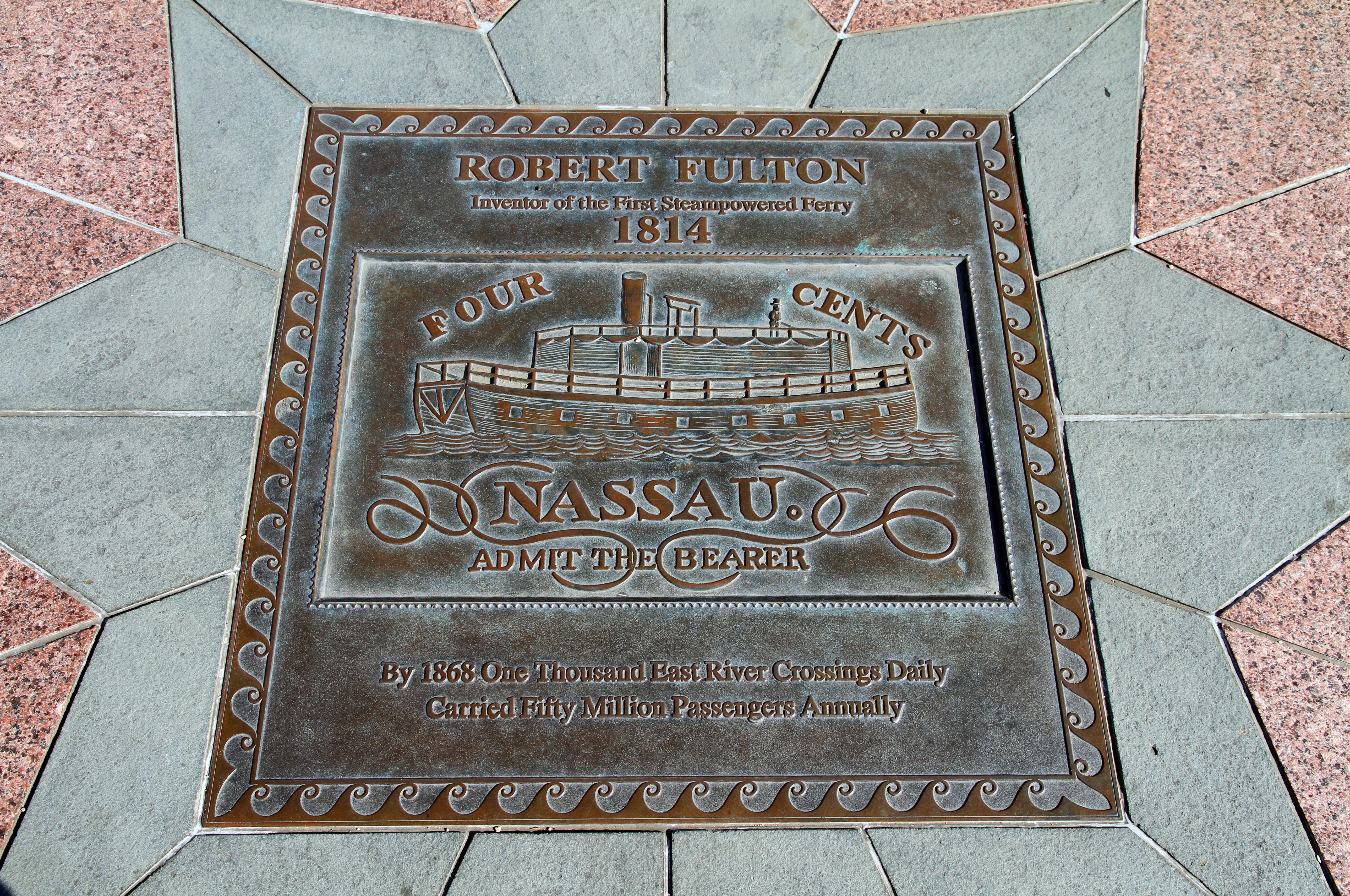
East River Ferry, Brooklyn

Fulton patentó su diseño del barco de vapor el 11 de febrero de 1809, construyó más barcos y diseñó el primer barco de guerra impulsado a vapor, que se llamaría Demologos. No llegaría a verlo completado. Fue bautizado finalmente Fulton the First, en su honor.

## Últimos años
La patente garantizó a Fulton el privilegio de ser durante treinta años el único proveedor para el tráfico de buques de vapor de Nueva York. La competencia estaba prohibida por ley. Thomas Gibbons, un empresario que se dedicaba a los barcos de vapor, contrató a Cornelius Vanderbilt para llevar pasajeros entre Nueva York y Nueva Jersey por un precio más barato durante unos seis meses. En 1824, en el caso Gibbons vs. Ogden, la Corte Suprema suprimió el monopolio de Fulton, entendiendo que los estados no pueden regular legalmente el comercio interestatal. Los precios de los pasajes cayeron de forma inmediata de siete a tres dólares y el tráfico se incrementó dramáticamente. Fulton fue incapaz de competir con los precios tan bajos ofrecidos por Gibbons y Vanderblit, por lo que terminó en bancarrota.
Burton W. Folsom, Jr. acusa a Fulton en su obra The Myth of the Robber Barons de ser lo que denomina un empresario político: un hombre de negocios que busca ganar beneficio a través de subsidios, proteccionismo, contratos gubernamentales u otros acuerdos favorables con gobiernos a través de la influencia política en lugar de la competencia justa en el mercado.
Murió de pleuritis a la edad de 49 años. Está enterrado en el Cementerio de la Iglesia de la Trinidad, en Manhattan, N.Y.

## USS Nautilus (SSN-571)
En los primeros años de la Guerra Fría, en Estados Unidos se construyó el primer submarino de propulsión nuclear de la historia, el USS Nautilus (SSN-571), de 3.533 toneladas, nombrado igual que el primer submarino de Fulton y que el submarino ficticio de Julio Verne en su legendario libro 20.000 leguas de viaje submarino (1869). El SSN-571 tuvo la particularidad de ser el primero de propulsión nuclear en navegar (17 de enero de 1955), como así ser el primero en penetrar el duro hielo del Ártico y alcanzar el Polo Norte (1958).